# Audrey Pulvar
Audrey Pulvar, född 21 februari 1972 i Martinique, är en fransk journalist.
Från 1994 till 2002 arbetade Pulvar för det Aruba-baserade karibiska TV-nätverket ATV. 2002 började hon arbeta för La Chaîne Info (LCI). I november 2003 började hon arbeta vid France 3 som regional nyhetsuppläsare, och var programledare för det nationella nyhetsprogrammet Le 19/20 från september 2005 till juli 2009. Hon har därefter arbetat vid i>Télé som programledare för kvällsnyheterna Audrey Pulvar Soir.